# Omar Ayub Khan
Omar Ayub Khan (en ourdou : عمر ایوب خان), né le 26 janvier 1970, est un homme politique pakistanais. Il surtout connu pour être le petit-fils du président pakistanais Muhammad Ayub Khan et le fils du ministre Gohar Ayub Khan. Il est député à l'Assemblée nationale et ministre de l’Énergie.
Omar commence sa carrière politique dans l'ombre de son père qui est président de l'Assemblée nationale et ministre dans les années 1990, sous les gouvernements de Nawaz Sharif. Il rejoint ainsi la formation politique de ce dernier, la Ligue musulmane du Pakistan (N). Il devient député fédéral en 2014 en contestant devant la justice la victoire de son rival aux élections législatives de 2013, mais perd son poste quand la Cour suprême décide plus d'un an plus tard l'organisation d'un nouveau scrutin. Il rejoint le Mouvement du Pakistan pour la justice en 2018.

## Famille et éducation
Omar Ayub Khan est né le 26 janvier 1970 et originaire d'une tribu pachtoune Tarin de Rehana, dans le district d'Haripur. Il est le fils de Gohar Ayub Khan, qui a été président de l'Assemblée nationale et ministre fédéral dans des gouvernements de Nawaz Sharif durant les années 1990. Il est aussi le petit-fils du président Muhammad Ayub Khan. Omar a lui-même fait ses études à l'Université George Washington de laquelle il a été diplômé en 1993 et 1996. Il est marié et a deux fils et une fille.

## Carrière politique

### Député
Omar Ayub Khan commence sa carrière politique au sein de la Ligue musulmane du Pakistan (N) menée par Nawaz Sharif, suivant ainsi les traces de son père qui est président de l'Assemblée nationale et ministre fédéral dans le second gouvernement de Sharif. Lors des élections législatives du 11 mai 2013, il perd le scrutin dans la circonscription no 29 dans le district d'Haripur. Il réunit 114 807 voix, soit 39,9 % des votants, étant battu de peu par le candidat du Mouvement du Pakistan pour la justice qui en réunit lui 40,6 %. 
Omar attaque devant la justice son rival, l'accusant de bourrages d'urnes, et obtient satisfaction le 31 décembre 2013, les résultats étant annulés dans sept bureaux de vote. Lors du nouveau vote le 29 janvier 2014, Omar est finalement élu député fédéral à l'Assemblée, l'écart final s'établissant à près de 400 voix. Omar prend ses fonctions de député le 24 mars 2014,.

### Destitution
Le rival déchu du Mouvement du Pakistan pour la justice poursuit cependant la procédure devant la Cour suprême, qui ordonne finalement le 19 juin 2015 un nouveau vote sur l'ensemble de la circonscription. Omar Ayub Khan annonce alors à ce moment qu'il renonce à se présenter de nouveau au scrutin, indiquant qu'il préfère s'occuper de sa mère malade, qui meurt le 18 décembre 2015. Toutefois, des sources internes à sa famille évoquent des conflits avec certaines figures de son parti, la Ligue musulmane du Pakistan (N).

### Ministre
En février 2018, il quitte la Ligue pour rejoindre le Mouvement du Pakistan pour la justice. Lors des élections législatives du 25 juillet 2018, Omar est élu député de l'Assemblée nationale dans une circonscription de Haripur avec 51,6 % des voix. Le 11 septembre 2018, il est nommé ministre de l’Énergie dans le gouvernement du Premier ministre Imran Khan.

### Condamnation
Le 31 juillet 2025, un tribunal de la province de Faisalabad, condamne Omar Ayub Khan, Zartaj Gul et plus de 200 partisans du Premier ministre déchu Imran Khan à plus de dix ans de prison chacun pour leur participation aux manifestations de 2023.